# Wibrator (erotyka)
Wibrator – wibrujące urządzenie służące do masturbacji i wzajemnej masturbacji, najczęściej wykorzystywane przez kobiety.

## Historia

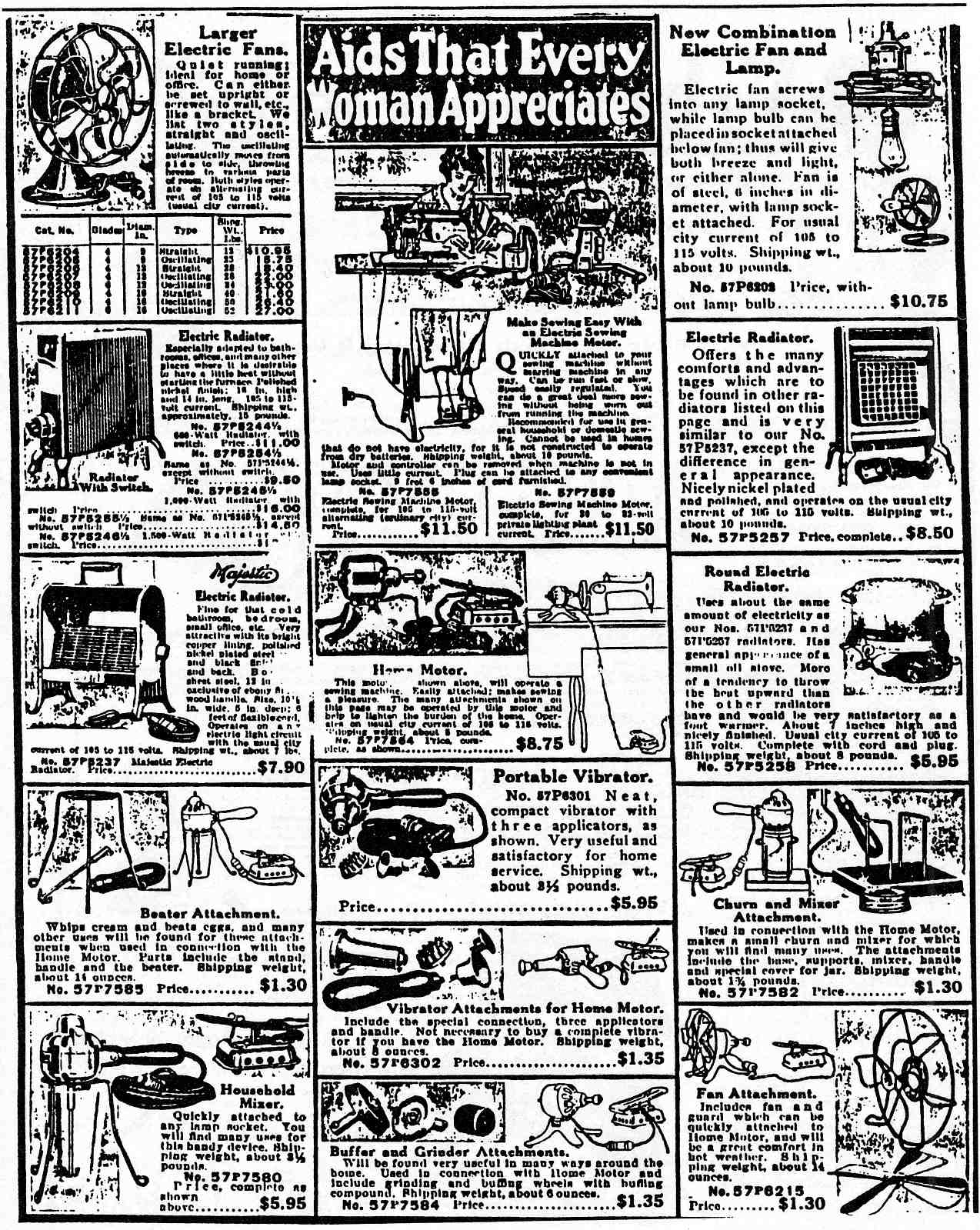
Katalog dla gospodyń (1918 r.)

Pionierem był Joseph Mortimer Granville, który stworzył pierwszy wibrator w 1880 roku. Zdaniem historyczki Rachel Maines pierwsze wibratory stosowane były przez XIX-wiecznych lekarzy w krajach anglosaskich jako przyrząd do leczenia często wtedy diagnozowanego schorzenia kobiecego określanego terminem histerii. Histeria była zdefiniowana w bardzo ogólny sposób (objawami mogły być: ból głowy, nerwowość, bezsenność, ociężałość, tracenie tchu, słabnięcie, utrata apetytu czy wręcz skłonność do powodowania kłopotów), a skuteczną terapią był masaż łechtaczki pacjentki przez lekarza i doprowadzenie jej do orgazmu. Histeria nie jest uznawana za jednostkę chorobową przez współczesną medycynę, a liczba przypadków, w których była diagnozowana, spadła gwałtownie po roku 1910, gdy fenomen ten został poddany publicznej debacie. Zdaniem innych badaczy brak jest jednak źródeł potwierdzających twierdzenie Maines, że lekarze naprawdę używali wibratorów w ten sposób.
Pod koniec XIX wieku wraz z elektryfikacją domostw wcześniej dostępne tylko dla lekarzy wibratory zaczęły coraz częściej pojawiać się w katalogach dla gospodyń i trafiać do gospodarstw domowych – proces ten rozpoczął się na wiele lat przed pojawieniem się pierwszych elektrycznych żelazek czy odkurzaczy. Na początku XX wieku wibratory były zalecane do leczenia różnorodnych schorzeń takich jak: łupież, astma, impotencja i otyłość.
W latach 70. w okresie rewolucji seksualnej feministki drugiej fali zwracały uwagę, że większość kobiet rzadko lub w ogóle nie osiąga orgazmu, a dominujące teorie naukowe nie oddają sprawiedliwości kobiecej seksualności. Krytykowano zwłaszcza koncepcja orgazmu waginalnego, która sugerowała, że kobiecy orgazm musi wiązać się z penetracją, a nie ze stymulacją łechtaczki. W odpowiedzi działaczki, takie jak Betty Dodson, proponowały masturbacje za pomocą wibratora stymulującego łechtaczkę jako sposób na poznanie swojego ciała i osiągnięcie orgazmu.

## Powszechność użycia
Powszechność użycia wibratorów rośnie od lat 50. Badania Kinseya przeprowadzone w latach 50. wykazały, że bardzo niewiele kobiet ich używało. W 1981 roku magazyn Cosmopolitan opublikował już badanie, z którego wynikało, że 25% kobiet użyło wibratora. Według danych z USA z 2009 roku 52.5% kobiet przynajmniej raz użyło wibratora w swoim życiu. 46% użyło wibratora podczas samodzielnej masturbacji, 20% zrobiła tak przynajmniej raz w przeciągu poprzedzającego miesiąca. Przeważająca większość kobiet (83%) używało wibratora do stymulacji łechtaczki. Większość kobiet nie doświadczyła żadnych negatywnych skutków ubocznych (83%), niewielki odsetek (11%) doświadczył sporadycznego, przejściowego znieczulenia łechtaczki. Wibrator stosunkowo często jest również używany podczas seksu z partnerem/partnerką, 40% kobiet użyło wibratora przynajmniej raz podczas gry wstępnej lub seksu z partnerem lub partnerką.

## Budowa i zasada działania

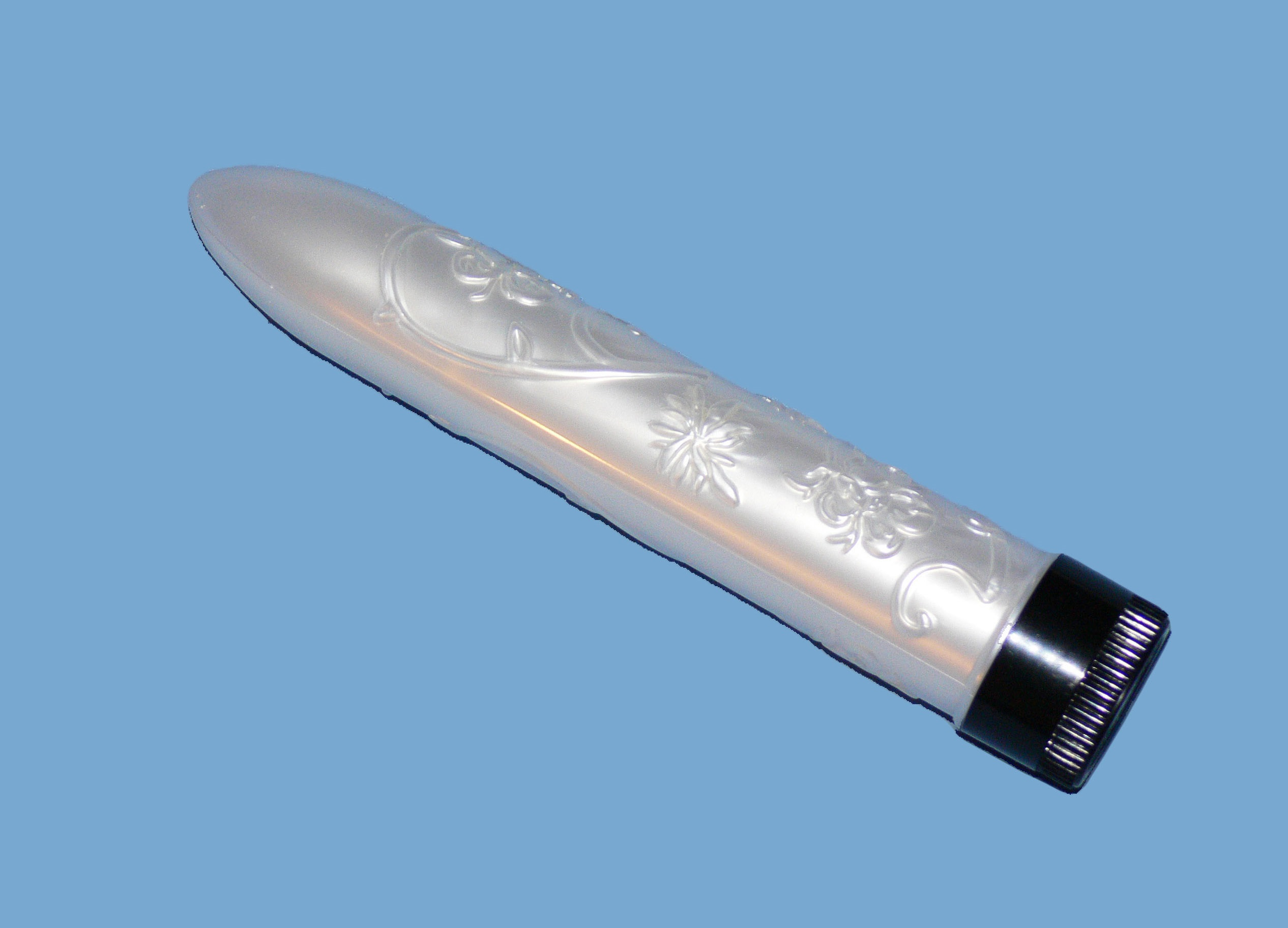
Typowy wibrator

Wibratory zasilane są zwykle z baterii lub bezpośrednio z sieci energetycznej. Wiele spośród nich przypomina kształtem męski członek, ale dostępny na rynku asortyment jest bardzo zróżnicowany.
W typowym urządzeniu tego typu umieszczony jest mały silnik elektryczny, na którego osi zamocowane jest obciążenie o asymetrycznym kształcie. Obciążnik pod wpływem obrotów silnika wzbudza wibrator do drgań. Dodatkowo wibrator może posiadać pokrętło do regulacji obrotów silnika, przez co można regulować częstotliwość i amplitudę drgań.
Oprócz wibratorów z jednym silnikiem wzbudzającym drgania są wibratory z wbudowanymi dodatkowymi napędami. Posiadają one kolejne silniki, które mogą na przykład powodować wyginanie się końcówki wibratora lub obracanie koralików znajdujących się w środkowej części. Istnieją także urządzenia wyposażone w rozbudowane programy pracy.
Wibratory dzielone są zwykle ze względu na materiał, z którego są wykonane (m.in. guma, akryl, silikon, lateks, twarde plastiki, metal, szkło (najczęściej pyrex)), oraz przeznaczenie, które ma istotny wpływ na kształt urządzenia. W tej drugiej klasyfikacji wyróżnia się wibratory pochwowe, łechtaczkowe, g-spot, analne, i wiele kombinacji tych wariantów.
Wymiary popularnych wibratorów wahają się zazwyczaj w granicach 10–30 cm długości i 1–5 cm średnicy. Bardziej wyszukane modele dostępne na rynku mogą być wykonywane na zamówienie z metali szlachetnych, pozwalać m.in. na sterowanie z poziomu komputera, zdalne kontrolowanie za pomocą fal radiowych itp.

## Galeria zdjęć

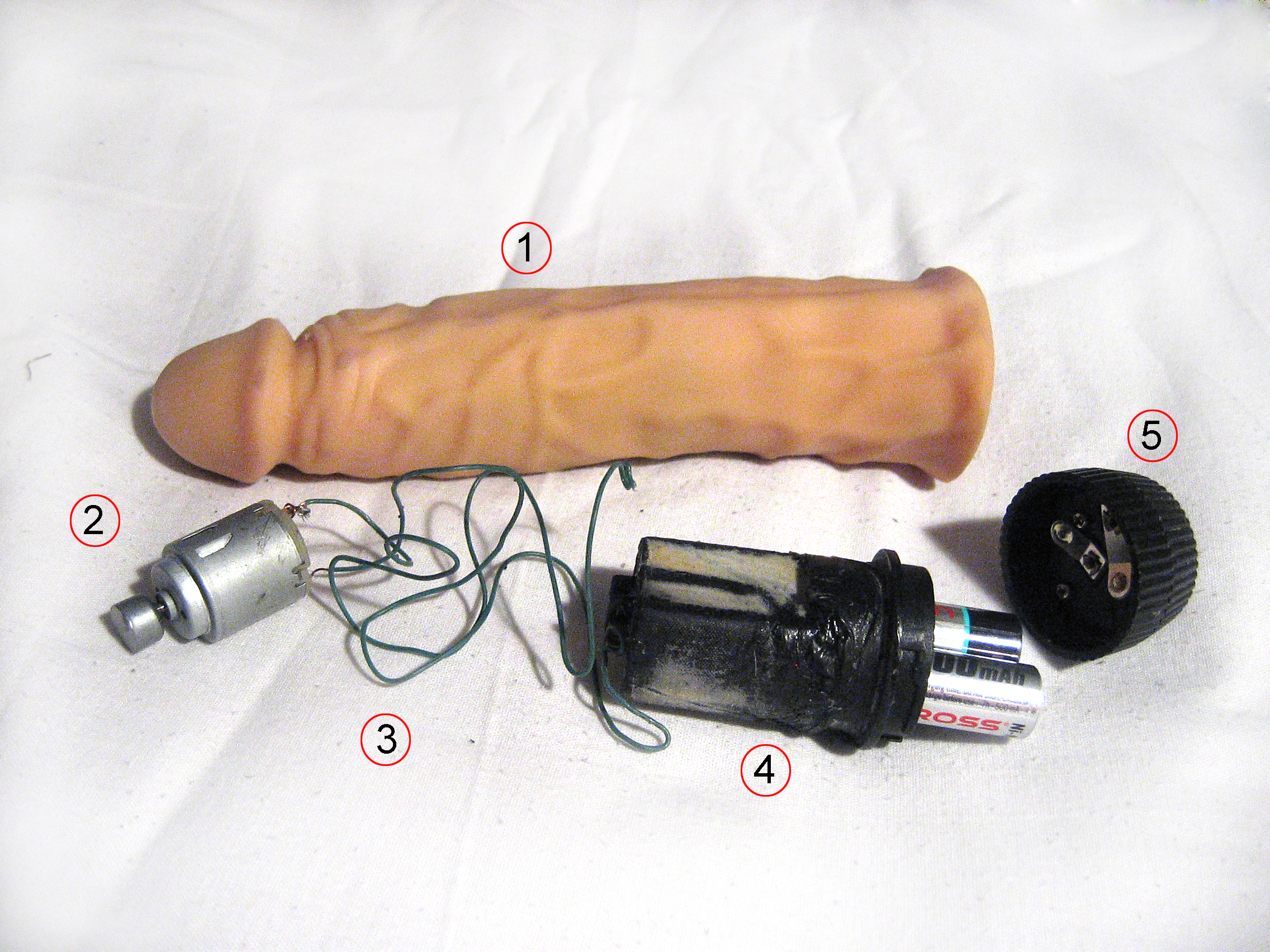
Budowa typowego wibratora
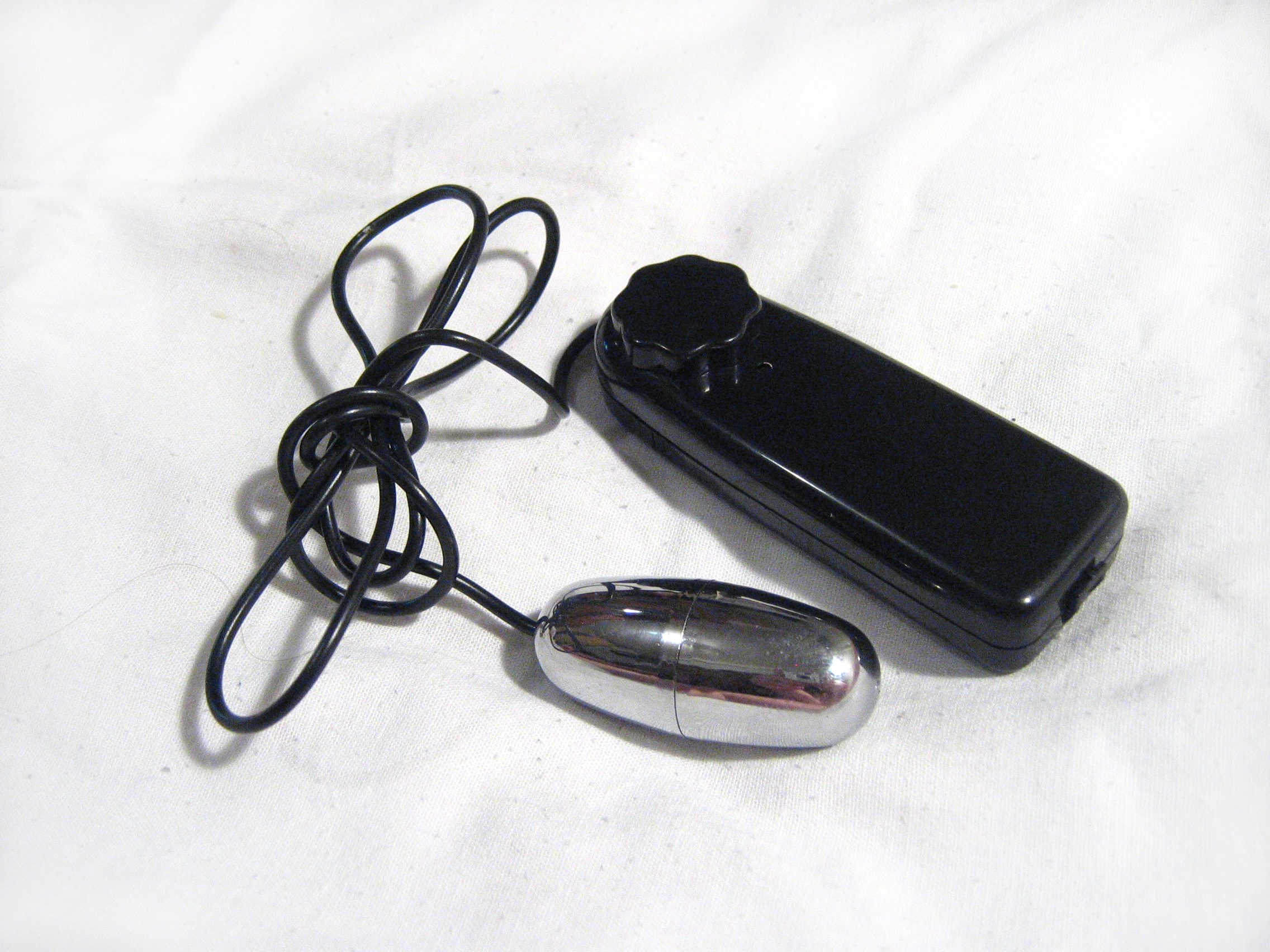
Wibrujące jajeczko umieszczane w pochwie
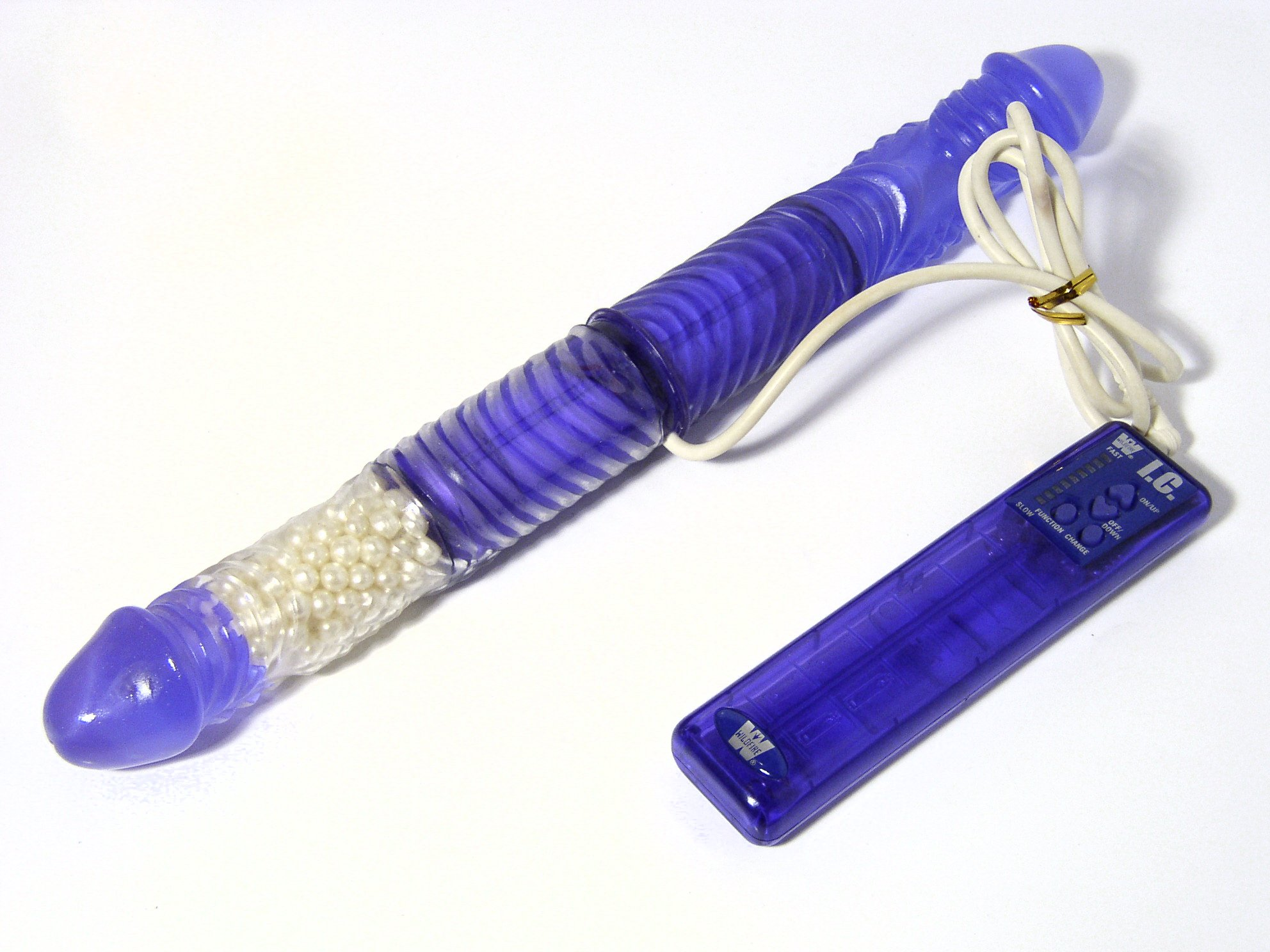
Wibrator dwustronny
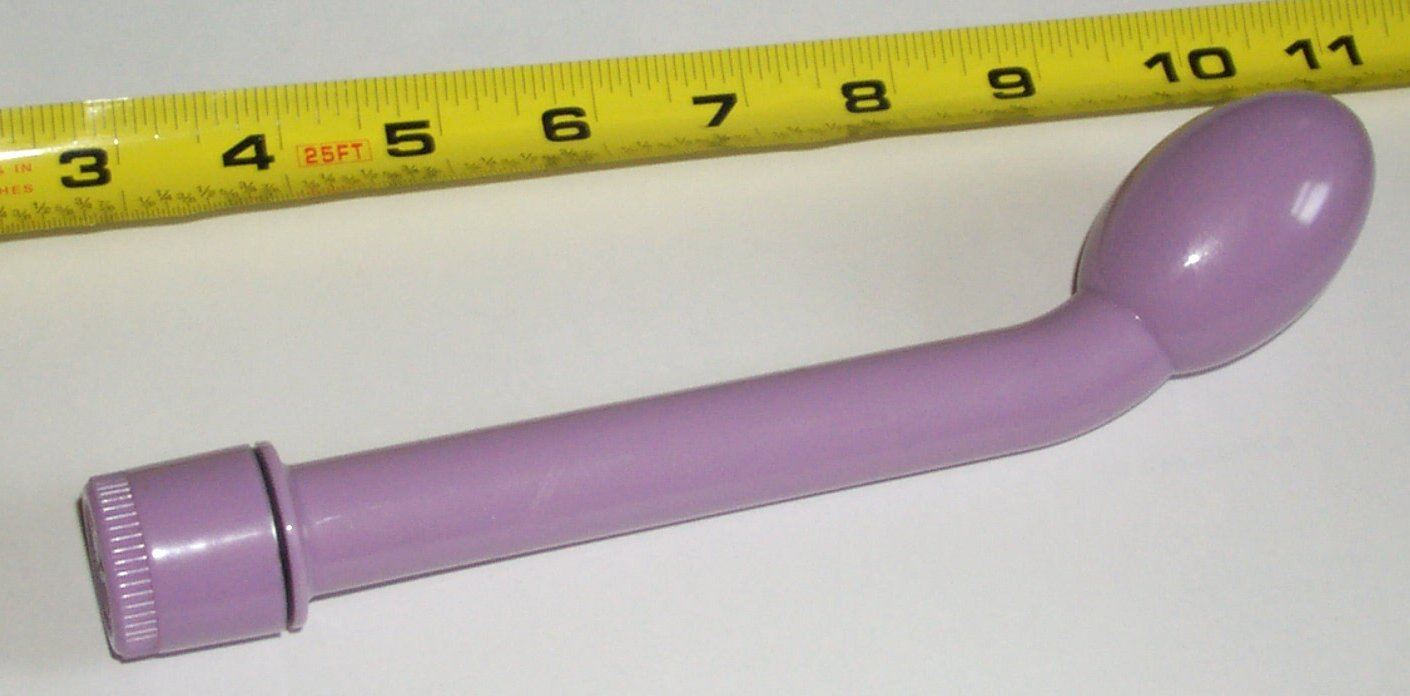
Wibrator do punktu G
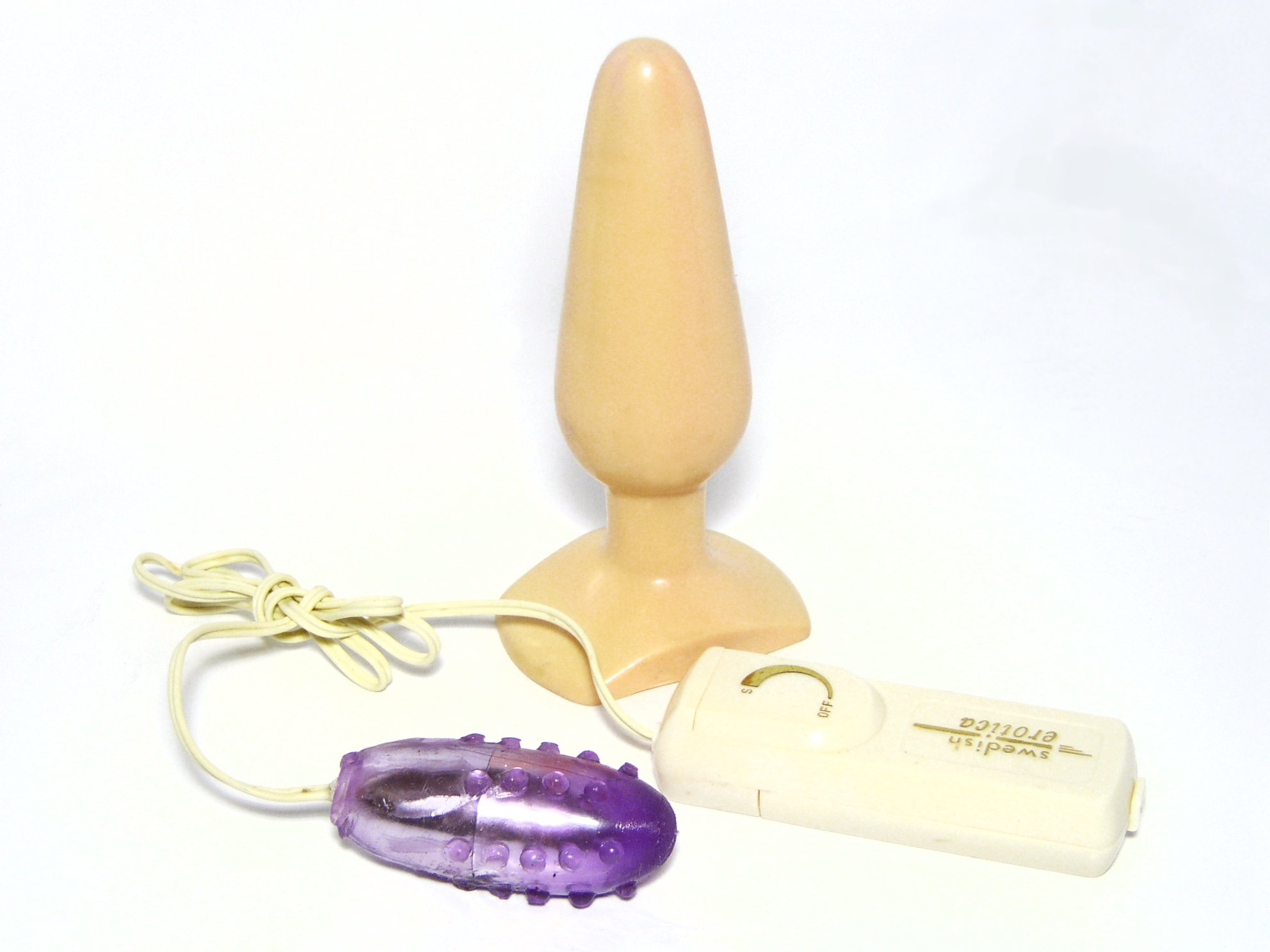
Wibrujące jajeczko z wtyczką doodbytniczą
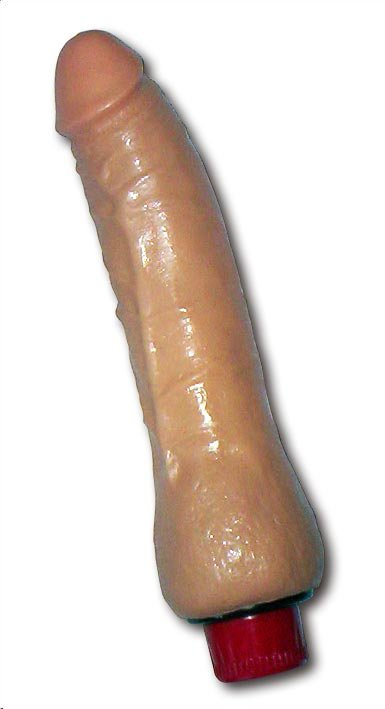
Wibrator o kształcie odwzorowującym anatomię